# راملیلا

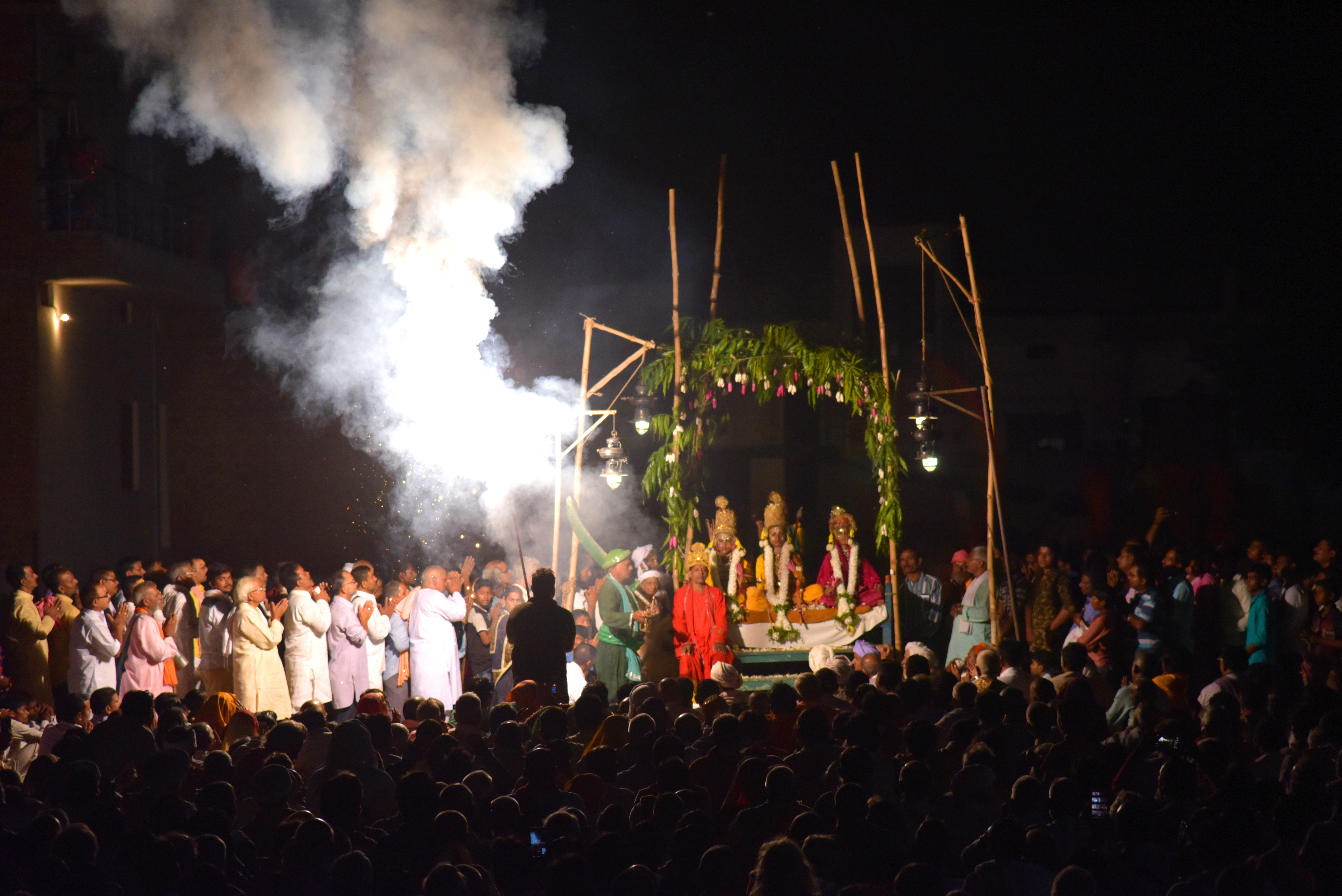
این تصویر در طی راملیلای رامناگار مشهور جهان در سال ۲۰۱۸ گرفته شده‌است

راملیلا (انگلیسی: Ramlila) هر بازسازی دراماتیک مردمی از زندگی راما بر اساس حماسه هندوی باستان رامایانا یا ادبیات ثانویه رام‌چریت‌مانس است. این متن حماسی مربوط به هزاره اول قبل از میلاد است و راملیلا اقتباسی از آن داستان هاست. راملیلا به ویژه به نمایش و رویدادهای رقص مربوط به خدای هندو راما اشاره دارد که در طول جشنواره سالانه پاییزیی ناوراتری در هند روی صحنه می‌روند.